# Nandicius
Nandicius Prószynski, 2016 è un genere di ragni appartenente alla famiglia Salticidae.

## Distribuzione
Le 11 specie sono state reperite in Asia, prevalentemente in India e Cina.

## Tassonomia
Per la descrizione delle caratteristiche di questo genere sono stati esaminati gli esemplari tipo di Phintella mussooriensis (Prószynski, 1992).
Non sono stati esaminati esemplari di questo genere dal 2021.
Attualmente, a gennaio 2022, si compone di 11 specie:
- Nandicius cambridgei (Prószynski & Zochowska, 1981) — Asia centrale, Cina
- Nandicius deletus (O. P.-Cambridge, 1885) — Cina
- Nandicius frigidus (O. P.-Cambridge, 1885) — Afghanistan, Pakistan, India, Cina
- Nandicius kimjoopili (Kim, 1995) — Corea, Giappone
- Nandicius kuankuoshuiensis Wang, Mi, Irfan & Peng, 2019 — Cina
- Nandicius mussooriensis (Prószynski, 1992)[2] — India
- Nandicius proszynskii Wang & Li, 2021 — Cina
- Nandicius pseudoicioides (Caporiacco, 1935) — India (Himalaya)
- Nandicius szechuanensis (Logunov, 1995) — Cina
- Nandicius vallisflorum Caleb, Sayan & Kumar, 2018 — India
- Nandicius woongilensis Kim & Li, 2016 — Corea

### Sinonimi
- Nandicius icioides (Simon, 1889); trasferita dal genere Icius e posta in sinonimia con N. frigidus O. P.-Cambridge, 1885 a seguito di un lavoro degli aracnologi Andreeva, Hęciak & Prószyński del 1984[1].